# 梅园街道
梅园街道，是中华人民共和国江西省鹰潭市月湖区下辖的一个乡镇级行政单位。

## 行政区划
梅园街道下辖以下地区：
桃园社区、东湖家园社区、军民路社区、梅园社区、东站社区、枫园社区、二六一队社区、二六五队社区、九一二队社区、防腐厂社区和沿江社区。